# موش کیسه‌دار پازرد
 موش کیسه‌دار پازرد (نام علمی: Antechinus flavipes) نام یک گونه از سرده موش‌های کیسه‌دار پاپهن است.